# Notchnye Snaïpery
Notchnye Snaïpery (en russe : Ночные Снайперы, « Les snipers nocturnes ») est un groupe de rock russe formé en août 1993.
Le groupe a initialement été formé comme un duo acoustique avec Diana Arbenina (ru) (guitare, voix) et Svetlana Sourganova (ru) (violon, guitare, voix). 
Les titres les plus connus du groupe sont : Tridtsatpervaïa Vesna (« 31e printemps »), Roubej (« Frontière »), Stolitsa (« Capitale »), Asfalt (« Asphalte ») et Aktrisa (« Actrice »). La plupart des chansons sont écrites et composées par Arbenina et Sourganova mêmes. Certains de leurs titres sont inspirés par l'œuvre des poètes connus comme Joseph Brodsky, Anna Akhmatova, et Federico Garcia Lorca.
En 2002, Svetlana Sourganova quitte le groupe pour créer Sourganova i Orkestr (« Surganova et Orchestre »), et Diana reste en tête des Snipers.

## Discographie

### Albums studios
- Капля дёгтя в бочке мёда (Goutte de goudron dans un baril de miel, 1998)
- Детский лепет (gazouillis  de bébé, 1999)
- Рубеж (Frontière, 2001)
- Цунами (Tsunami, 2002)
- SMS (2004)
- Бонни & Клайд (Bonnie & Clyde, 2007)
- Армия 2009 (Armée 2009, 2009)
- 4 (2012)
- Мальчик на шаре (Garçon sur le ballon, 2014)
- Выживут только влюблённые (Seuls les amoureux survivront, 2016)
- Невыносимая лёгкость бытия (L'insoutenable légèreté de l'être, 2019)